# Na Atividade
Na Atividade é o segundo single do álbum O Lado Certo da Vida Certa da dupla musical Bonde da Stronda com a participação de MC Guimê, lançada em 2013 pela Galerão Records. O videoclipe da canção está sendo dirigido por Junior Marques, que também dirigiu o clipe anterior da dupla.

## Antecedentes e lançamento
Depois do sucesso de seu novo hit "Na Atividade", que passou dos 200 mil acessos no YouTube em apenas um dia, o Bonde da Stronda anuncia um clipe para a música. Em 12 de Outubro a dupla se iniciam as gravações do segundo videoclipe do disco, que será também produzido pela JMCD Channel com direção de Junior Marques. O video conta com participação especial da modelo americana Natalie Nunn, a qual a dupla conheceu através do rapper americano Soulja Boy, amigo da dupla. Espontaneamente, Natalie teria feito contato com Junior Marques demonstrando interesse em gravar um clipe com o Bonde da Stronda. Também conta com a participação do cantor MC Guimê, que também tem participação na música. A partir de 14 de outubro foram postadas fotos dos bastidores do clipe nas paginas oficiais da JMCD Channel. Na noite de 16 de Outubro, o Bonde da Stronda e Natale Nunn liberaram mais algumas fotos dos bastidores em suas redes sociais.
Bonde da Stronda se apresentou no Estúdio Play TV em 9 de novembro e cantaram pela primeira vez ao vivo a canção "Na Atividade", que ainda não tinha sido nem tocada em shows.

## Faixas
| N.º | Título                                          | Duração |  |
| 1.  | "Na Atividade (part. MC Guimê)" (Canção)        | 4:40    |  |
| 2.  | "Na Atividade (part. MC Guimê)" (Vídeo musical) |         |  |